# یواس‌اس لینتا (اس‌پی-۷۲۱)
یواس‌اس لینتا (اس‌پی-۷۲۱) (به انگلیسی: USS Linta (SP-721)) یک کشتی بود که طول آن ۱۰۸ فوت (۳۳ متر) بود. این کشتی در سال ۱۹۰۵ ساخته شد.